# سانت کلیمنت د یبرگات
سانت کلیمنت د یبرگات (به اسپانیایی: Sant Climent de Llobregat) یک شهرستان در اسپانیا است که در کاتالونیا واقع شده‌است.

## خصوصیات
سانت کلیمنت د یبرگات ۱۰٫۸۱ کیلومترمربع مساحت و ۳٬۴۰۰ نفر جمعیت دارد و ۸۷ متر بالاتر از سطح دریا واقع شده‌است.